# Libertés publiques en droit français
En droit français, les libertés publiques sont une catégorie de droits fondamentaux, qui représentent les garanties fondamentales de l'État de droit.
La notion de libertés publiques peut être définie en se référant à celle de droits de l'homme : contrairement à ces derniers, qui relèvent du monde de la philosophie et indiquent ce qui devrait être, les libertés publiques appartiennent en propre à la sphère du droit, et se bornent à dire ce qui est. Cette conception des droits de l'homme — loin d'être majoritaire en doctrine ni jurisprudence — est très réductrice, et teintée de jusnaturalisme. Si l'effet rhétorique eût été en partie valable pour la Déclaration des droits de l'homme et du citoyen en 1789 — la déclaration énonçait des droits sans y attacher de garantie juridictionnelle directe ; délégation au législateur —, elle ne l'est aucunement pour les déclarations contemporaines. Les droits de l'homme peuvent parfaitement être entendus comme des textes de droit positif — nationaux, européens et internationaux —, qui se « bornent » à dire ce qui est et non ce qui doit être. En effet, quoi qu’issus de la sphère philosophique des Lumières, les droits de l'homme sont désormais dotés d'un véritable arsenal de mécanismes juridictionnels pour les garantir. Ainsi la Convention européenne des droits de l'homme et de sauvegarde des libertés fondamentales de 1950 est elle un texte contraignant, dont le respect de l'effectivité (et non la philosophie) des droits proclamés, est assuré par la Cour européenne des droits de l'homme à Strasbourg. Encore, la Charte des droits fondamentaux de l'Union européenne, devenue contraignante depuis le traité de Lisbonne, ou l'introduction de la question prioritaire de constitutionnalité (QPC) en France par la réforme constitutionnelle de 2008, qui permet d'opérer un contrôle constitutionnel spécifique du respect des droits de l'homme par la législation nationale.
La distinction entre les « droits de l'homme » et les « libertés publiques », s'il en est une, se situe donc sur un autre terrain, soit celui du critère de l'obligation des pouvoirs publics (s'abstenir de s'ingérer dans leur exercice), soit celui de leur régime de protection (législatif plus que constitutionnel). Toutefois, les propositions de signification de ces glissements sémantiques n'emportent pas à ce jour un avis unanime dans la doctrine.
On ne peut définir les « libertés » en dehors de l'État, et c'est d'ailleurs ce qui a été fait à l'époque 1789. Les libertés ne sont dites publiques que par rapport à l'État (aux pouvoirs publics). Donc toute définition qui ne prend pas en compte le caractère limitatif et négatif des libertés dans l'État serait une définition incomplète.

## Les textes français fondamentaux
On ne peut se fonder ni sur la Constitution ni sur la Déclaration des droits de l'homme et du citoyen de 1789 ou sur le préambule de la Constitution de 1958 puisque ces textes qui constituent ce qu'on appelle communément « le bloc de constitutionnalité » établissent un catalogue de droits fondamentaux qui ont valeur constitutionnelle à la différence des libertés publiques qui n'ont qu'une valeur législative[réf. nécessaire]. Le cadre des libertés publiques est purement législatif aussi afin de connaître le contenu de celles-ci, il faut se référer aux textes législatifs. Or c'est là le principal problème que posent les libertés publiques puisque leur caractère législatif fait qu'elles sont multiples et que le catalogue que l'on pourrait en faire est d'autant plus difficile à établir.
Une liberté publique n'est pas un droit fondamental et vice versa. Il y a une distinction nette entre les deux notions, tout comme il y a une différence entre droits de l'homme et droits fondamentaux.
En France pour définir le cadre des libertés publiques, on peut s'appuyer sur la déclaration des droits de l'homme et du citoyen du 26 août 1789, le préambule de la constitution de la quatrième République (principes économiques et sociaux, politiques particulièrement nécessaires à notre temps), le préambule de la constitution de la cinquième république de 1958 et les articles 1; 2; 3 et 66 de la constitution de 1958.

## La dignité de la personne humaine
Les droits intangibles : socle de protection absolue ?
Les droits intangibles sont considérés comme le noyau dur des droits fondamentaux, si importants que les États ne peuvent y déroger quelles que soient les circonstances (même en cas de conflits armés).
Ce noyau dur est très réduit dans les conventions internationales où l'on ne trouve que 4 droits intangibles il s'agit du droit à la vie, du droit à ne pas être torturé, du droit à ne pas être tenu en esclavage et du droit de la non rétroactivité de la loi pénale. C'est le standard minimum des droits fondamentaux s'appliquant à tous, ainsi est dévoilé la portée concrète des droits de l'homme et forment un patrimoine commun de l'humanité ; ils sont reconnus à la fois par le Pacte international relatif aux droits civils et politiques, la Convention américaine relative aux droits de l'homme et la Convention européenne des droits de l'homme.

## Le droit à la vie
C'est le premier des droits fondamentaux. Selon le comité des droits de l'homme de l'ONU, le droit à la vie est le droit suprême de l'être humain. Son respect est la condition nécessaire à l'exercice de tous les autres droits. Mais si c'est un droit auquel on ne peut déroger, il n'en demeure pas moins que des limitations lui sont apportées.

### Une notion difficile à définir
Le Pacte international relatif aux droits civils et politiques énonce à l'article 6§1 : le droit à la vie est inhérent à la personne humaine. La Convention européenne des droits de l'homme ajoute à son article 2 : « le droit de toute personne à la vie est protégé par la loi ». Or aucune définition de ce qu'est la vie n'est donnée par ces textes, ni quand ce droit à la vie commence : s'applique-t-il à la conception ou après la naissance ? Cette question renvoie à des conceptions philosophiques ou religieuses parfois fortement antagonistes. Pour l'Église catholique, la vie doit être protégée dès la conception (opposition à l'avortement). La difficulté de cette définition pose la question de la loi no 75-17, du 17 janvier 1975, relative à l'interruption volontaire de grossesse. Pour le Conseil d'État, cette loi IVG est compatible avec le droit à la vie figurant aux dispositions de l'article 2 de la Convention européenne des droits de l'homme.
La peine de mort est aussi un sujet très controversé : certains considèrent que tout le monde ne mérite pas le droit à la vie. Ceci pose des réels problèmes étant donné que le droit à la vie est le « premier des droits fondamentaux ».

### Les conditions d'exercice
L'effectivité du droit à la vie suppose de la part de l'État des obligations positives : il ne doit pas seulement s'abstenir de donner la mort, il doit aussi prendre les mesures nécessaires à la protection de la vie. La difficulté provient des limites au droit à la vie autorisé par les conventions internationales et notamment de l'existence du recours à la peine de mort. Ainsi, l'article 6 du Pacte international relatif aux droits civils et politiques autorise la peine capitale, tout en précisant qu'elle ne peut être imposée que pour les crimes les plus graves. Quant à l'article 2 de la Convention européenne des droits de l'homme, il n'interdit pas la peine de mort puisqu'il en prévoit la possibilité ; mais un protocole additionnel no 6 a prévu dans son article 1 que la peine de mort est abolie, aucune réserve ou dérogation n'étant autorisée lorsque les États acceptent de ratifier ce protocole. La Turquie et la Russie ne l'ont pas ratifié mais ont néanmoins voté un moratoire qui suspend les exécutions capitales prononcées.

## L'interdiction de la torture et des peines ou traitements cruels, inhumains ou dégradants
Si le droit à la vie supporte quelques exceptions, par contre l'interdiction de la torture et des peines ou traitements cruels est considérée comme une prohibition absolue qui, selon la Convention européenne des droits de l'homme, consacre l'une des valeurs fondamentales des sociétés démocratiques en temps de paix comme de guerre. Les articles 7 du Pacte international relatif aux droits civils et politiques, 3 de la Convention européenne des droits de l'homme, 2 de la Convention américaine relative aux droits de l'homme le prévoient ; il existe deux conventions qui concernent spécifiquement la prévention de la torture : il s'agit de la Convention contre la torture et autres peines ou traitements cruels, inhumains ou dégradants qui a été adoptée sans vote par l'Assemblée générale des Nations unies le 3 décembre 1984, entrée en vigueur le 26 juin 1987, et de la Convention européenne pour la prévention de la torture et des peines ou traitements inhumains ou dégradants, du 26 novembre 1987.

### Définitions
Il y a plusieurs définitions des termes de cette interdiction. Tout d'abord, celle de la « Convention contre la torture » des Nations unies : la torture y est définie comme un acte par lequel des souffrances aiguës physiques ou mentales sont intentionnellement infligées par un agent de la fonction publique, ou à son instigation, dans un but déterminé, par exemple pour obtenir un aveu, ou comme punition, intimidation. Cette définition renvoie à la pratique de la torture dans le cadre étatique et n'envisage pas les autres traitements cruels et inhumains.
C'est du côté de la Cour européenne que l'on va trouver les définitions les plus précises : l'ensemble des termes traduit une gradation dans les violences qui peuvent être exercées à l'encontre d'un être humain :
- le traitement inhumain (arrêt Irlande contre Royaume-Uni, 18 janvier 1978) est celui qui provoque volontairement des souffrances mentales ou physiques d'une intensité particulière. Le mauvais traitement doit atteindre un minimum de gravité, c'est-à-dire qu'on prend en compte la rigueur du traitement et l'effet sur la victime. Ainsi, dans un arrêt Soering du 7 juillet 1989, la Cour a jugé que la longue attente dans le couloir de la mort par un condamné à mort était un traitement inhumain. Il s'agissait en l'occurrence d'une demande d'extradition d'un condamné vers les États-Unis, où il risquait la peine de mort. La Cour n'accepte l'extradition que lorsque les États pratiquant la peine capitale donne des assurances suffisantes sur le fait que l'intéressé ne subira pas la peine de mort ;
- le traitement dégradant suppose des mesures de nature à créer chez les individus des sentiments de peur, d'angoisse et d'infériorité propres à les humilier, à les avilir et à briser éventuellement leur résistance physique ou morale. Cette définition des traitements inhumains et dégradants a notamment été rendue le 25 avril 1978 à propos de châtiments corporels judiciaires qui étaient pratiqués dans l'île de Man.
- le terme tortures est réservé à des traitements inhumains délibérés provoquant de graves et cruelles souffrances ; c'est donc une forme aggravé de traitement inhumain. Dans l'arrêt Selmouni contre France, du 28 juillet 1999, où la France a été condamnée pour tortures dans le cadre d'une garde à vue, la Cour européenne des droits de l'homme indique que le niveau d'exigence croissant en matière de protection des droits de l'homme implique inéluctablement une plus grande fermeté dans l'appréciation des atteintes aux valeurs fondamentales des sociétés démocratiques.

## L'interdiction de l'esclavage, de la servitude et du travail forcé obligatoire
Au cours du XXe siècle, la volonté d'élimination de l'esclavage est devenue une préoccupation universelle majeure, qui s'est traduite par de très nombreux textes internationaux et nationaux ; une convention de Genève relative à l'esclavage a été signée dès le 25 septembre 1926, qui définit l'esclavage comme la condition de l'individu sur lequel s'exercent les attributs du droit de propriété, une convention de l'OIT du 28 juin 1930 définit dès cette époque le travail forcé.

### L'esclavage
L'article 4 de la Déclaration universelle des droits de l'homme du 10 décembre 1948 l'indique très fermement : Nul ne sera tenu en esclavage ni en servitude ; l'esclavage et la traite des esclaves sont interdits sous toutes ses formes. À ce jour, l'ensemble des États du monde ont aboli l'esclavage, le dernier État qui y ait procédé étant la Mauritanie en 1980. Sur le plan régional, l'article 4 de la Convention européenne des droits de l'homme interdit l'esclavage et le servage, l'article 6 de la Convention américaine relative aux droits de l'homme porte la même interdiction, en l'étendant à la traite des femmes et l'interdiction du travail forcé et obligatoire. Les États sont tenus de prendre des dispositions au plan interne pour faire appliquer cette interdiction. En France, l'article 212-1 du code pénal condamne l'esclavage en le rapprochant du crime contre l'humanité.

### Le travail forcé et obligatoire
Il est parfois difficile de distinguer parmi de nombreux cas les situations d'esclavage et celles de travail forcé. La définition du travail forcé retenue est généralement celle des conventions de l'OIT, notamment la convention no 29 de 1930 et la convention no 105 de 1955. Il s'agit de tout travail ou service exigé d'un individu sous la menace d'une peine quelconque et pour lequel individu ne s'est pas offert de son plein gré : le travail forcé et obligatoire suppose donc une contrainte physique ou morale. L'OIT a élaboré le 17 juin 1999 une convention sur le travail des enfants, en définissant celui-ci pour la première fois. Or, elle vise autant toutes les formes d'esclavage (vente et traite des enfants), que la servitude pour dettes, le servage ainsi que le travail forcé ou obligatoire la délimitation entre esclavage et travail forcé n'est donc pas évidente, d'autant que jusqu'ici, cette question a été abordée uniquement sous l'angle de la responsabilité des États et non celui des trafics actuels où ce sont des personnes privées qui recourent à l'esclavage ou au travail forcé (femmes, enfants surtout).
Les textes internationaux précisent que la notion de travail forcé et obligatoire ne couvre pas un certain nombre de cas limitativement énumérés, comme le service militaire, le travail des détenus ou le travail résultant des obligations civiques normales (exemple des avocats commis d'office). Question en France par rapport au travail d'intérêt général qui peut être prononcé comme sanction pénale : ne s'agit il pas de travail forcé? La loi du 10 juin 1983 a pris le soin de préciser qu'un travail d'intérêt général ne peut être prononcé par un tribunal si le prévenu n'est pas présent lequel peut refuser cette condamnation. Il y a donc absence de contrainte, puisque le consentement est requis.

## La légalité de l'incrimination pénale
L'adage « Nullum crimen, nulla poena sine lege » a été affirmé avec force par l'article 7 de la DDHC, il renvoie au principe de non-rétroactivité d'une législation pénale plus sévère ; voir article 11 de la DDH de 1948, 15 du Pacte international relatif aux droits civils et politiques et 7 de la Convention européenne des droits de l'homme, nul ne peut être condamné pour une action qui au moment où a elle a été commise ne constituait pas une infraction.